# صادق (رواية)
صادق أو كتاب القدر (بالإنجليزية: Zadig ou la Destinée)‏ (نشر عام 1747) هي رواية شهيرة وعمل من وحي الخيال الفلسفي الذي كتبه الفيلسوف التنويري فولتير. وهو يروي قصة صادق، وهو فيلسوف في بابل القديمة. لم يحاول المؤلف أن يراعي الدقة التاريخية، وبعض المشكلات التي واجهها صادق هي إشارات مضمنة للمشاكل الاجتماعية والسياسية في زمن فولتير نفسه.
تم نشر العمل في الأصل بعنوان ممنون في ونشر لأول مرة بعنوانه الحالي في عام 1748.
تستعمل الرواية حكاية فارسية وهي حكاية أمراء سيرنديب الثلاثة. وتعتبر الرواية فلسفية في طبيعتها، وتظهر حياة الإنسان كما هو الحال وهي بيد القدر وخارجة عن سيطرته. وهي قصة عن العقيدة الدينية والميتافيزيقية، ويتحدى فيها فولتير الثورة الأخلاقية بأن يأخذ مكان صادق نفسه. تعتبر الرواية من إحدى أشهر أعمال فولتير بعد كانديد. وأشاد العديد من النقاد الأدبيين استخدام فولتير للتناقض والتجاور.

## روابط خارجية
- صادق على موقع الموسوعة البريطانية (الإنجليزية)